# Resolutie 466 Veiligheidsraad Verenigde Naties
Resolutie 466 van de Veiligheidsraad van de Verenigde Naties werd aangenomen  op 11 april 1980. Dat gebeurde op de 2211e vergadering van de VN-Veiligheidsraad met unanimiteit van stemmen.

## Achtergrond
Al in 1968 was Zuid-Afrika's mandaat over Namibië beëindigd, maar het land weigerde het gebied op te geven. De blijvende aanwezigheid werd veroordeeld als een illegale bezetting, en er werd een wapenembargo ingesteld. De landen die aan Namibië grensden en de Namibische onafhankelijkheidsbewegingen steunden werden door Zuid-Afrika geïntimideerd met aanvallen.

## Inhoud
De Veiligheidsraad:
- Neemt nota van de brief van Zambia.
- Heeft de verklaring van Zambia overwogen.
- Is erg bezorgd over de escalatie van het geweld door Zuid-Afrika tegen Zambia.
- Herinnert aan resolutie 455 die de collusie van Zuid-Afrika met het toen illegale regime van Zuid-Rhodesië veroordeelde.
- Betreurt de doden en de schade.
- Is erg bezorgd dat de daden bedoeld zijn om Zambia te destabiliseren.
- Denkt aan de nood om de wereldvrede te behouden.

1. Veroordeelt Zuid-Afrika voor de voortzetting en vermeerdering van het geweld tegen Zambia.
2. Eist dat Zuid-Afrika zich onmiddellijk uit Zambia terugtrekt en diens luchtruim en dus soevereiniteit en territoriale integriteit respecteert.
3. Waarschuwt Zuid-Afrika dat anders verdere acties zullen worden ondernomen.
4. Eerst Zambia omdat het zich zo veel mogelijk inhoudt inzake de provocaties.
5. Besluit op de hoogte te blijven.

## Verwante resoluties
- Resolutie 447 Veiligheidsraad Verenigde Naties
- Resolutie 454 Veiligheidsraad Verenigde Naties
- Resolutie 473 Veiligheidsraad Verenigde Naties
- Resolutie 475 Veiligheidsraad Verenigde Naties

Lijst ·  462 ·  463 ·  464 ·  465 ·  466 ·  467 ·  468 ·  469 ·  470 ·  471 ·  472 ·  473 ·  474 ·  475 ·  476 ·  477 ·  478 ·  479 ·  480 ·  481 ·  482 ·  483 ·  484